# Nadleśnictwo Kup

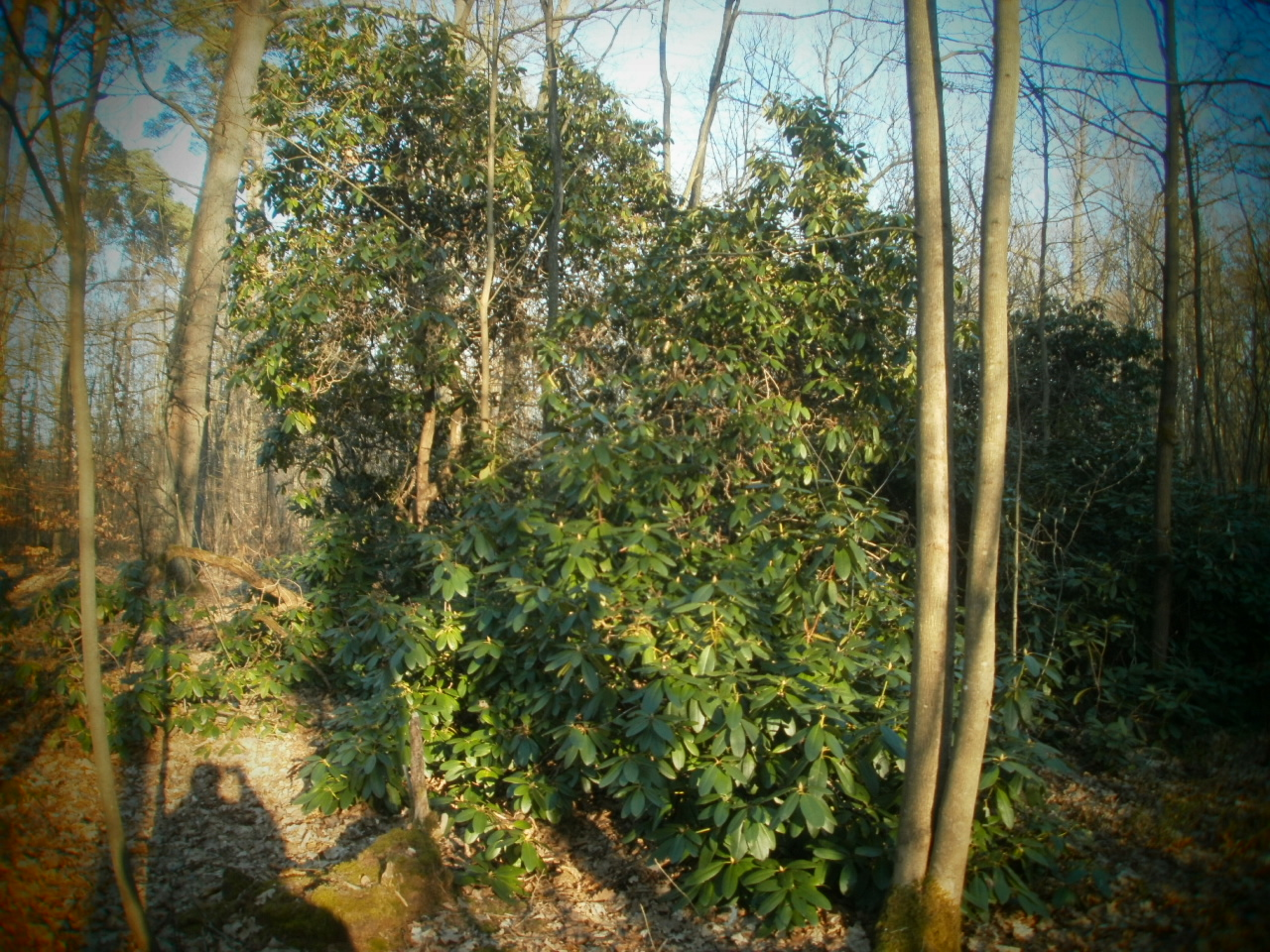
Park pałacowy w Pokoju

Nadleśnictwo Kup – jednostka organizacyjna Lasów Państwowych, w obrębie Regionalnej Dyrekcji Lasów Państwowych w Katowicach w całości położona w województwie opolskim, w powiatach namysłowskim i opolskim, na obszarze Śląskiej Krainy Przyrodniczo-Leśnej oraz Równiny Opolskiej. Powierzchnia ogólna nadleśnictwa wynosi 20 726,75 ha.

## Obręby nadleśnictwa[2][4][3]:

### Obręb Kup
Powierzchnia: 7 300,04 ha, zawierający leśnictwa: Brynica (1 880,22 ha), Kup (1 859,95 ha), Masów (1 747,48 ha) oraz Nowy Kup (1 812,39 ha);

### Obręb Pokój
Powierzchnia: 6 967,69 ha, zawierający leśnictwa: Dąbrówka Dolna (1 878,97 ha), Kozuby (1 797,37 ha), Czarna Woda (1 621,97 ha) oraz Winna Góra (1 669,38 ha);

### Obręb Popielów
Powierzchnia: 6 459,02 ha, zawierający leśnictwa: Ładza (1 442,94 ha), Kaniów (1 529,63 ha), Lubienie (1 901,13 ha) oraz Chróścice (1 585,32 ha).

## Przyroda
W lasach nadleśnictwa występuje zwierzyna łowna: jelenie, sarny, dziki i daniele.

## Krótki rys historyczny Nadleśnictwa Kup
Do połowy XX wieku obecny obszar nadleśnictwa był podzielony na trzy mniejsze obwody (Oppeln): Kupp, Morow i Poppelau, które stanowiły własność rodu Würtemberg. Dopiero po zakończeniu II wojny światowej i zmianie granic państwowych, na podstawie dekretu PKWN z dnia 12.12.1994 r. grunty te zostały upaństwowione, nadając im odpowiednio nazwy: Nadleśnictwo Kup, Nadleśnictwo Pokój i Nadleśnictwo Popielów. Obecne Nadleśnictwo Kup powstało w wyniku połączenia trzech dawnych, obecnie wchodzących w obrębów nadleśnictw. Stało się tak na mocy Zarządzenia Nr 54 Naczelnego Dyrektora Lasów Państwowych z dnia 15 października 1972 r.

## Ludzie związani z nadleśnictwem
- Józef Pszczoła - żołnierz armii austriackiej i Wojska Polskiego, kawaler Orderu Virtuti Militari, leśnik.